# Alvito (Portogallo)
Alvito (aɫ'vitu) è un comune portoghese di 2 688 abitanti situato nel distretto di Beja.
È un paese dell'Alto Alentejo dominato da un castello di stile moresco del secolo XV. Accanto al convento è la "Igreja Matrix" chiesa del secolo XVI con azulejos del 1647.
Nei dintorni sono degne di nota le Ruinas de Sâo Cucufate, Si tratta dei resti di una villa romana del I secolo d.C. occupata poi da monaci benedettini che nel IV secolo fondarono in questo luogo un monastero, che dovettero abbandonare per l'invasione degli Arabo-berberi e rioccuparono dopo la Riconquista utilizzando come cappella i resti della villa in cui si trovano affreschi di diverse epoche. Del complesso della villa romana sono stati riportate alla luce le fondamenta dell'atrio, della piscina termale e delle dipendenze.

## Società

### Evoluzione demografica
| Popolazione di Alvito (1801 – 2004) | Popolazione di Alvito (1801 – 2004) | Popolazione di Alvito (1801 – 2004) | Popolazione di Alvito (1801 – 2004) | Popolazione di Alvito (1801 – 2004) | Popolazione di Alvito (1801 – 2004) | Popolazione di Alvito (1801 – 2004) | Popolazione di Alvito (1801 – 2004) | Popolazione di Alvito (1801 – 2004) |
| ----------------------------------- | ----------------------------------- | ----------------------------------- | ----------------------------------- | ----------------------------------- | ----------------------------------- | ----------------------------------- | ----------------------------------- | ----------------------------------- |
| 1801                                | 1849                                | 1900                                | 1930                                | 1960                                | 1981                                | 1991                                | 2001                                | 2004                                |
| 1079                                | 4569                                | 3065                                | 4556                                | 4850                                | 2968                                | 2650                                | 2688                                | 2708                                |

## Freguesias
- Alvito
- Vila Nova da Baronia